# Bernard Salam

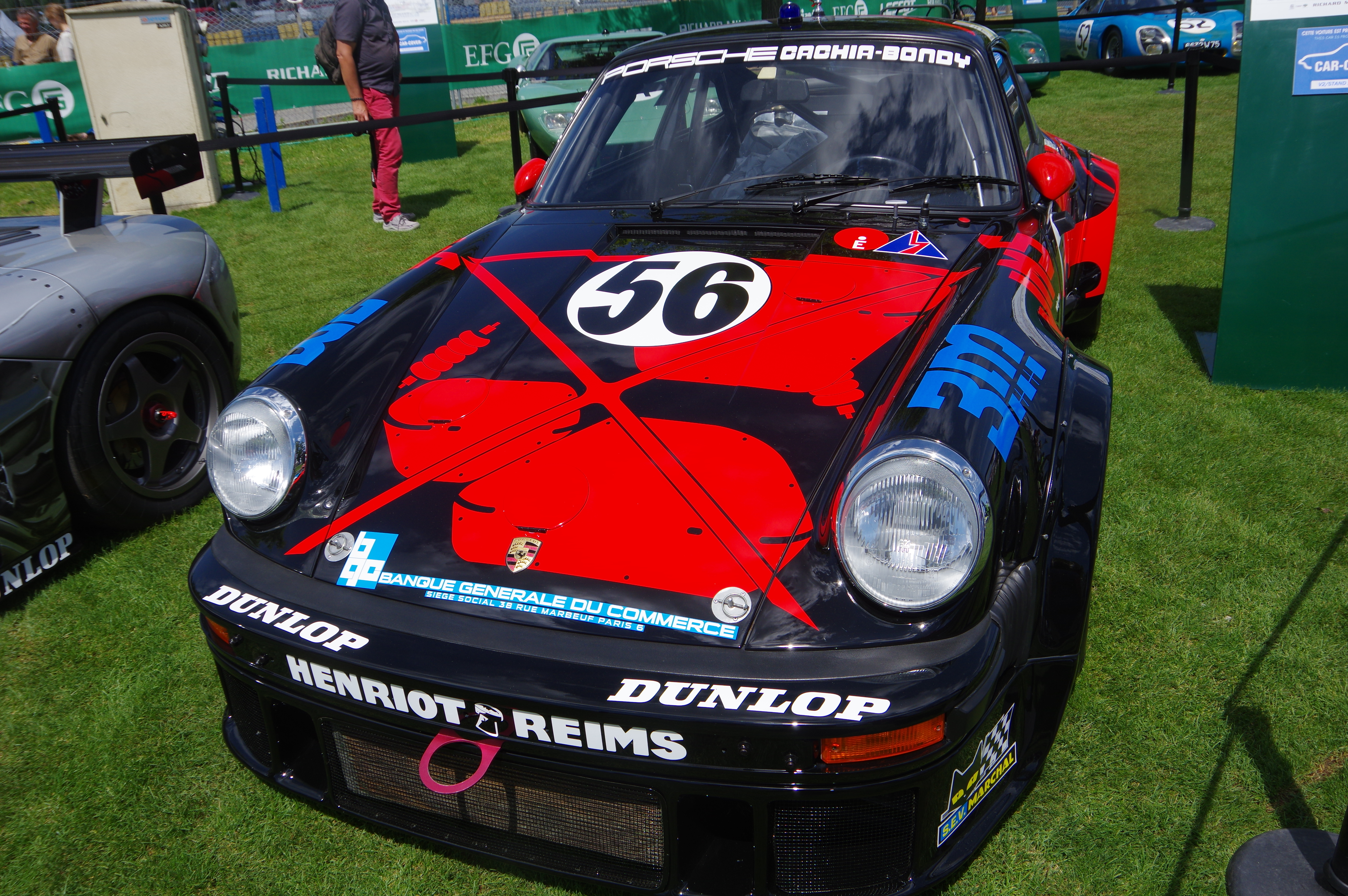
Der Porsche 934 mit dem Bernard Salam beim 24-Stunden-Rennen von Le Mans 1981 am Start war

Bernard Jean Georges Salam (* 11. April 1943 in Auch) ist ein ehemaliger französischer Autorennfahrer.

## Karriere im Motorsport
Bernard Salam bestritt bereits regelmäßig nationale Sportwagenrennen in Frankreich, als er 1978 als Partner von Christian Bussi und André Gahinet in die Sportwagen-Weltmeisterschaft einstieg. Das 6-Stunden-Rennen von Dijon, das 1978 der dritte Wertungslauf der Weltmeisterschaft war und mit dem Gesamtsieg von Bob Wollek und Henri Pescarolo auf einem Kremer-Porsche 935/77A endete, beendete das Trio an der elften Stelle der Gesamtwertung. Ein Jahr später gab Salam sein Debüt beim 24-Stunden-Rennen von Le Mans, wieder als Partner von Christian Bussi. Die beiden Franzosen konnten das Rennen nach 182 gefahrenen Runden wegen eines Unfalls von Bussi nicht beenden.
Es folgten 1980 und 1981 weitere Einsätze in der Sportwagen-Weltmeisterschaft, wo er dann bis 1986 immer wieder sporadisch am Start war. Schon 1979 hatte er mit dem neunten Gesamtrang beim 6-Stunden-Rennen von Vallelunga seine beste Platzierung in der Gesamtwertung eines Weltmeisterschaftslauf erzielt, eine Position, die er beim 24-Stunden-Rennen von Spa-Francorchamps 1987 wiederholen konnte. Dieses 24-Stunden-Rennen zählte in diesem Jahr allerdings nicht zur Sportwagen, sondern zur Tourenwagen-Weltmeisterschaft.
Fünfmal war der Franzose beim Langstreckenrennen in Le Mans am Start. Sein bestes Endergebnis war der 17. Gesamtrang 1981. In einem Rennen das von Jacky Ickx und Derek Bell auf einem Werks-Porsche 936 gewonnen wurde, sicherten sich die drei Franzosen Thierry Perrier, Valentin Bertapelle und Salam den Klassensieg für Rennfahrzeuge der Gruppe 4.
Seit Beginn der 2010er-Jahre war Salam in der Gran-Turismo-Szene aktiv. 2012 fuhr er in der Gentlemen Trophy der Blancpain Endurance Series, konnte aber keinen Podestplatz erzielen.

## Unternehmer und Präsident
Abseits des Rennsports führt Salam gemeinsam mit seiner Ehefrau und seinem Sohn ein Bekleidungs-Einzelhandelsunternehmen in Verdun.
Einige Jahre war Salam Teilhaber und Präsident des Rugby-Clubs FC Auch. 2009 trat er von diesen Funktionen zurück.

## Statistik

### Le-Mans-Ergebnisse
| Jahr | Team                              | Fahrzeug               | Teamkollege     | Teamkollege         | Platzierung             | Ausfallgrund    |
| ---- | --------------------------------- | ---------------------- | --------------- | ------------------- | ----------------------- | --------------- |
| 1979 | Christian Bussi                   | Porsche 934            | Christian Bussi |                     | Ausfall                 | Unfall          |
| 1980 | ASA Cachia                        | Porsche 934            | Christian Bussi | Cyril Grandet       | Ausfall                 | Motorschaden    |
| 1981 | Thierry Perrier                   | Porsche 934            | Thierry Perrier | Valentin Bertapelle | Rang 17 und Klassensieg |                 |
| 1982 | Thierry Perrier                   | Lancia Beta Montecarlo | Thierry Perrier | Gianni Giudici      | Ausfall                 | Getriebeschaden |
| 1983 | A.S. École Supérieure de Tourisme | Lancia LC1/82          | Thierry Perrier | François Hesnault   | nicht klassiert         |                 |